# Molophilus othello
Molophilus othello är en tvåvingeart som beskrevs av Alexander 1941. Molophilus othello ingår i släktet Molophilus och familjen småharkrankar. Inga underarter finns listade i Catalogue of Life.